# 1955 na ciência

## Eventos
- Síntese do elemento químico Mendelévio[1]

## Nascimentos
| Data           | Nome            | Profissão               | Nacionalidade                      | Observações                                       | Ref   |
| -------------- | --------------- | ----------------------- | ---------------------------------- | ------------------------------------------------- | ----- |
| 1 de janeiro   | Abbas Bahri     | matemático              | Império colonial francês (Tunísia) | m. 2016 Prémio Fermat 1989                        | [ 2 ] |
| 2 de fevereiro | Silvio Meira    | cientista de computação | Brasil                             |                                                   |       |
| 24 de março    | Celâl Şengör    | geólogo                 | Turquia                            | Medalha Bigsby 1999 Medalha Gustav Steinmann 2010 | [ 3 ] |
| 7 de outubro   | Ralph Johnson   | cientista de computação | Estados Unidos                     |                                                   |       |
| ??             | Gilles Brassard | cientista de computação | Canadá                             |                                                   |       |
| ??             | Lee Smolin      | físico teórico          | Estados Unidos                     |                                                   |       |

## Mortes
| Data           | Nome                     | Profissão                                                          | Nacionalidade                         | Observações | Ref                     |
| -------------- | ------------------------ | ------------------------------------------------------------------ | ------------------------------------- | --- | ----------------------- |
| 7 de janeiro   | Edward Kasner            | matemático                                                         | Estados Unidos                        | n. 1878 |                         |
| 11 de março    | Sir Alexander Fleming    | cientista                                                          | Reino Unido · (Escócia)               | n. 1881 Nobel de Fisiologia ou Medicina 1945                                                                                | [ 4 ]                   |
| 10 de abril    | Teilhard de Chardin      | padre, arqueólogo e filósofo                                       | Terceira República Francesa           | n. 1881 |                         |
| 18 de abril    | Albert Einstein          | cientista                                                          | Império Alemão                        | n. 1879 Nobel da Física 1921 Medalha Copley 1925 Medalha de Ouro da Royal Astronomical Society 1926 Medalha Max Planck 1929 | [ 5 ] [ 6 ] [ 7 ] [ 8 ] |
| 11 de maio     | Nikolay Krylov           | matemático                                                         | União Soviética                       | n. 1879 |                         |
| 11 de agosto   | Robert Williams Wood     | físico                                                             | Estados Unidos                        | n. 1868 Medalha Rumford 1938                                                                                                | [ 9 ]                   |
| 12 de agosto   | James Batcheller Sumner  | químico                                                            | Estados Unidos                        | n. 1887 Nobel da Química 1946                                                                                               | [ 10 ]                  |
| 18 de outubro  | José Ortega y Gasset     | filósofo                                                           | Espanha                               | n. 1883 |                         |
| 24 de outubro  | Alfred Radcliffe-Brown   | antropólogo                                                        | Reino Unido da Grã-Bretanha e Irlanda | n. 1881 |                         |
| 8 de dezembro  | Hermann Weyl             | matemático                                                         | Império Alemão                        | n. 1885 Medalha Lobachevsky 1927                                                                                            | [ 11 ]                  |
| 13 de dezembro | António Egas Moniz       | médico, neurologista, investigador, professor, político e escritor | Portugal                              | n. 1874 Nobel de Fisiologia ou Medicina 1949                                                                                | [ 4 ]                   |
| 22 de dezembro | Jules-Émile Verschaffelt | físico                                                             | Bélgica                               | n. 1870 |                         |
| ??             | Theodor Pöschl           | matemático                                                         | Império Alemão                        | n. 1882 |                         |

## Prémios
Medalha Bigsby
- Percy Edward Kent[3]

Medalha Bruce
- Walter Baade[12]

Medalha Copley
- Ronald Fisher[6]

Medalha Davy
- Harry Work Melville[13]

Medalha Lavoisier (SCF)
- Karl Ziegler[14]

Medalha Real

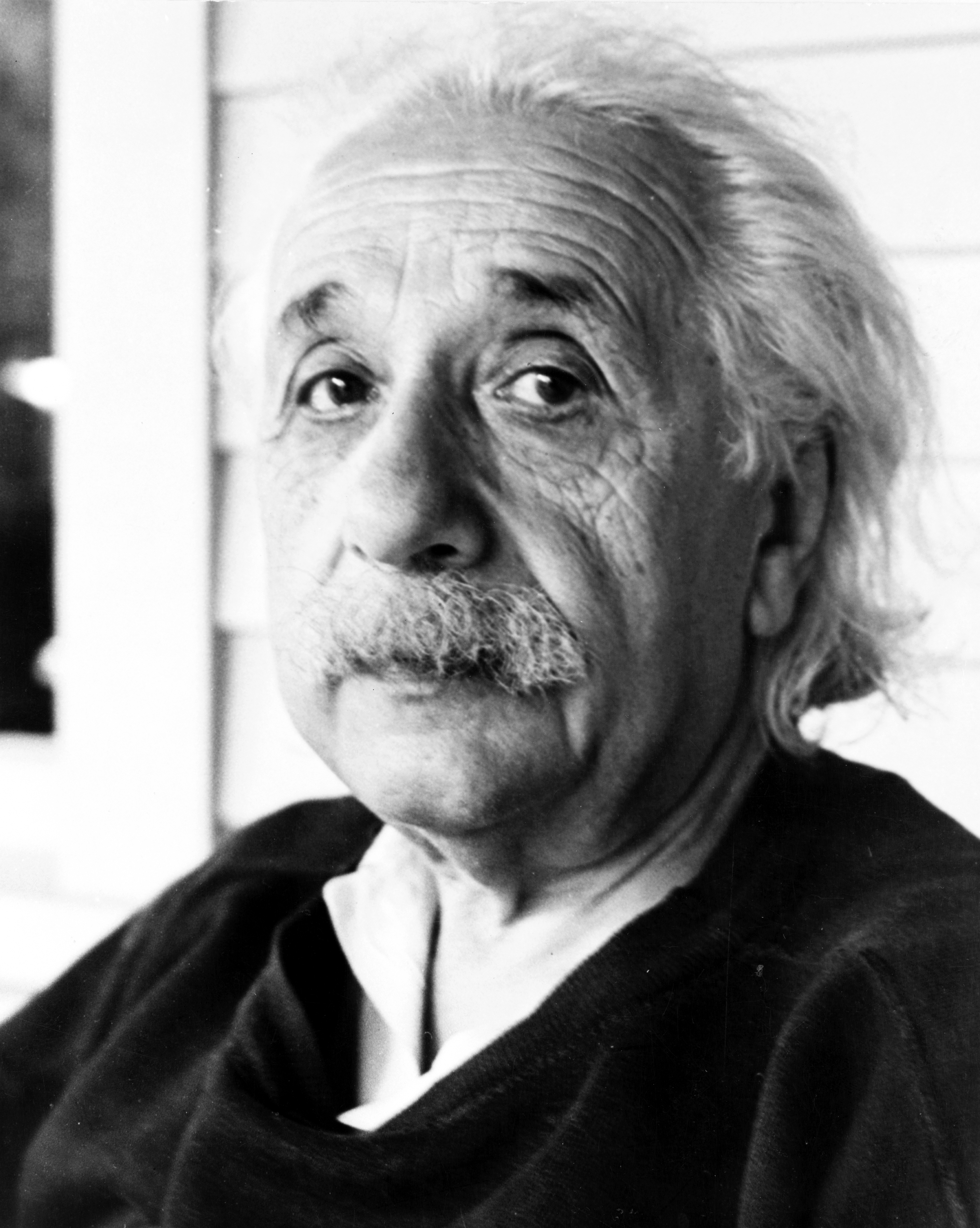
Albert Einstein
(1879 - 1955)

- Entomologia - Vincent Wigglesworth[15]
- Bioquímica - Alexander Todd[15]

Prémio Nobel
- Física - Willis Eugene Lamb,[5] Polykarp Kusch[5]
- Química - Vincent du Vigneaud[10]
- Medicina - Axel Hugo Theodor Theorell[4]